# Вояча
Вояча Котроманович (босн. Vojača Kotromanić, серб. Војача Котроманић) — королева Боснії в 1443—1445 роках, дружина короля Стефана Томаша.

## Біографія
Вояча була родом з берегів річки Рама, але не належала до жодного знатного роду. За віросповіданням була парафіянкою Боснійської церкви.
У шлюб зі Стефаном Томашем вступила до його сходження на престол, весілля пройшло за обрядом Боснійської церкви (домовинського звичаю) — подружжя пообіцяло бути «добрим і вірним» одне одному. У шлюбі народила майбутнього боснійського короля Стефана Томашевича та ще чотирьох дітей: двох синів (один помер у 1462 році на острові Млет, про другого нічого невідомо) та двох дочок (Стефанія Котроманич, котра у 1451 році вступила в шлюб з угорським воєводою Іштваном, і інша дочка, теж вступила в шлюб в 1451).
Коли Стефан Томаш був коронований як король Боснії, Вояча стала королевою. Однак могутня боснійська знать не визнавала її своєю королевою через незнатне походження, внаслідок чого чоловік зажадав анулювання шлюбу і звернувся до папи римського Євгена IV. Папа дав добро 29 травня 1445 року, і Стефан Томаш розлучився, одружившись з Катариною Косачою, дочкою боснійського воєводи Степана Вукчича Косачі. Вважається, що після розірвання шлюбу Вояча пішла до монастиря і прийняла постриг. Остання згадка Воячі в літописах походить від осені 1446 року і згадується серед тих, хто проживав біля Попова-Поля.
Син Воячі, Стефан Томашевич, став королем Боснії в 1461 році після смерті батька, однак, за істориком Домініку Мандичу, Вояча не дожила до цього моменту. Згадуваний у літописах інший син помер у віці 14 років під час подорожі до острова Млет з матір'ю, згідно з Мавро Орбіні.